# إيزابيلا أوجيني بوير
إيزابيلا أوجيني بوير (بالفرنسية: Isabella Eugénie Boyer) هي عارضة فرنسية، ولدت في 17 ديسمبر 1841 في باريس في فرنسا، وتوفي بنفس المكان في 12 مايو 1904.